# Angèle Gnonsoa
Angèle Gnonsoa, née en 1940 à Zagné Guiglo (Côte d'Ivoire), est une femme politique ivoirienne.

## Biographie
Angèle Gnonsoa quitte son pays en 1952, alors qu'elle a 11 ans, pour la France où elle poursuit ses études secondaires à Vichy au lycée des Jeunes Filles . Étudiante en histoire à Caen et à Paris où elle achève ses études supérieures, elle rentre en Côte-d'Ivoire en 1969 où elle exerce comme professeur d'histoire-géographie au lycée Classique d'Abidjan jusqu'en 1979. Militante, syndicaliste active, elle est impliquée dans la création de plusieurs associations de défense des droits de l'Homme. D'abord connue dans le milieu estudiantin africain en France, elle a milité au sein de l'Union Générale des Elèves et Etudiants de Côte-d'Ivoire UGECI et au sein de la Fédération des Étudiants d'Afrique Noire en France FEANF. Une fois en Côte-d'Ivoire, elle est membre fondateur en 1970 du Syndicat des Enseignants du Secondaire en Côte-d'Ivoire SYNESCI. Elle en fut le secrétaire général de 1971 à 1974. Membre fondateur en 1987 de la Ligue ivoirienne des droits de l'homme LIDHO et militante à Amnesty International section Côte-d'Ivoire, Angèle Gnonsoa est ensuite plus connue pour son engagement politique depuis le retour au multipartisme en 1990. En effet, aux côtés de Francis Wodié, elle participe à la fondation du Parti ivoirien des travailleurs (PIT) en 1990, et devient plus tard deuxième secrétaire nationale du parti.
En 2010, alors première vice-présidente du PIT, elle conduit l’intérim de la présidence du parti, à la suite de la démission du président Francis Wodié, le 11 novembre 2010. Également anthropologue et chercheuse à l’université, Angèle Gnonsoa est reconnue pour son travail sur la tradition orale, en particulier sur les masques wè, sur lesquels elle a écrit un essai. Elle fut Ministre d'État et de l'environnement de Côte d'Ivoire, de 2003 à 2005, sous Laurent Gbagbo. Pendant la crise post-électorale de 2010-2011, Madame GNONSOA apparait dans le dernier gouvernement de Laurent Gbagbo comme ministre de l'enseignement technique et de la formation professionnelle. Après l'arrestation de celui-ci, elle prend le chemin de l'exil vers le Ghana voisin en avril 2011. En janvier 2019, elle met fin à cet exil qui aura duré 8 ans.

## Œuvre
- Le masque au cœur de la société wè, Abidjan, Éditions Frat Mat, 2007, 135p.  (ISBN 2849481165)